# Diostrombus incompleta
Diostrombus incompleta är en insektsart som beskrevs av Van Stalle 1934. Diostrombus incompleta ingår i släktet Diostrombus och familjen Derbidae. Inga underarter finns listade i Catalogue of Life.